# Pop Secret
 (avril 2019).
Pop Secret est une série télévisée d'animation française en 26 épisodes de 24 minutes, créée par Anne-Caroline Pandolfo et Isabelle Simler et diffusée à partir du 2007 sur M6.

## Synopsis
Trois filles, Mia, Kali et Loli, sont les célèbres chanteuses du groupe Pop Secret dirigé par le méchant Baron von Kaos, le chef d'une organisation criminelle. Cependant, les filles sont des espionnes qui ont été introduites clandestinement pour détruire la menace du Baron et préserver la paix dans l'univers.

## Distribution (voix)
- Adeline Moreau : Mia
- Adeline Chetail : Kali
- Dorothée Pousséo : Loli
- Martial Le Minoux : Boze
- Pascal Massix : K-Men
- Cyrille Monge : Baron Von Kaos
- Yann Pichon : Monthy
- Donald Reignoux : Marcello

## Épisodes
Voici la liste complète des 26 épisodes de la série (L'ordre n'est peut être pas officiel.) :
1. Paparazzi
2. Bruce
3. Jolis Garçons
4. Les Sirènes de la Gloire
5. Dossier Von Kaos
6. Noir c'est Noir
7. L'Arubalu
8. Pop (Episode des Origines: Partie 1)
9. Secret (Episode des Origines: Partie 2)
10. Planète Protégée
11. La Comète Van Halen
12. Pop Modèles
13. Blondes d'un Jour
14. Le Chant du Monde
15. Pop Chrono
16. Esprit Vengeur
17. Pile Poil Pop
18. Seules au Monde
19. Le Dernier Concert
20. Gemelli
21. Futur Imparfait
22. La Guirlande Galactique (Episode de Noel : Partie 1)
23. Disco Vortex (Episode de Noel : Partie 2)
24. Finir en Beauté
25. Coup de Main
26. Boze Toujours